# Sheldon Allman
Sheldon Allman (8 de junio de 1924 – 22 de enero de 2002) fue un actor, cantante y compositor de canciones estadounidense canadiense.

## Biografía
Nacido en Chicago, Illinois, Allman estudió en el Instituto de las Artes de California. Inició su carrera cantando para la Royal National Guard durante su servicio en la Segunda Guerra Mundial en el seno de la Real Fuerza Aérea Canadiense. Mudado a Los Ángeles, actuó en 12 películas, algunas tan notables como Nevada Smith, Los cuatro hijos de Katie Elder, Hud y A sangre fría, las tres primeras protagonizadas por Steve McQueen, John Wayne y Paul Newman, respectivamente. También actuó en numerosas producciones televisivas a lo largo de los años 1960 y 1970.
En televisión, Allman dio voz a Big H en la serie Los osos mañosos, de CBS, y fue Norm Miller en 90 Bristol Court, de la NBC. Compuso la música del concurso Three for the Money, de la NBC, y fue la voz cantante de Mister Ed, serie para la cual escribió y grabó "The Pretty Little Filly with the Ponytail" y "The Empty Feedbag Blues". Allman escribió la letra de la canción de la serie de animación George of the Jungle, y colaboró con Stan Worth, también compositor del tema musical de la serie, para crear música de diferentes concursos de Stefan Hatos-Monty Hall Productions, entre ellos las versiones emitidas en los años 1970 de Let's Make a Deal, Masquerade Party y It Pays to be Ignorant.
En 1960, Allman lanzó Folk Songs for the 21st Century, un álbum de canciones relacionadas con temas de ciencia ficción. Entre las irónicas canciones había títulos como "Crawl Out Through The Fallout" y "Radioactive Mama". "Crawl Out Through The Fallout" fue utilizada en el videojuego Fallout 4.
Además de ello, Allman compuso dos musicales de horror en colaboración con Bobby Pickett, a su vez compositor de la canción "Monster Mash". Los musicales fueron I'm Sorry the Bridge Is Out, You'll Have to Spend the Night y su secuela, Frankenstein Unbound (Another Monster Musical), el primero de los cuales se adaptó al cine en 1995 con el título Monster Mash.
Sheldon Allman falleció el 22 de enero de 2002 en Culver City, California, a causa de un fallo cardiaco. Tenía 77 años de edad. Le sobrevivieron su esposa en los últimos 35 años, Lorraine Allman, y su hija, Anne Allman Huddleston. Fue enterrado en el Cementerio Hillside Memorial Park de Culver City.

## Filmografía (selección)
- 1959 : Inside the Mafia
- 1963 : Hud
- 1964 : Good Neighbor Sam
- 1965 : Los cuatro hijos de Katie Elder
- 1966 : Nevada Smith
- 1967 : A sangre fría
- 1969 : Joniko and the Kush Ta Ka